# Töhötöm
Töhötöm, Tühütüm ou sous une forme plus récente Tétény est un des sept chefs tribaux magyars qui conduisent leur nation en Europe depuis l'Asie dans la seconde moitié du IXe siècle.

## Biographie
Selon la chronique médiévale Gesta Hungarorum — rédigée par le chroniqueur Magister P. (en), dit Anonymus en hongrois, probablement sous le règne de Béla III —, Töhötöm, à la tête de la tribu des Keszi, est un des six chefs hongrois (avec Tas, Előd, Huba, Ond et Kond) qui se rallient au prince Álmos. Il participe au processus d'occupation de la plaine de Pannonie conclue en 895 par le Grand-prince Árpád, fils d'Álmos.
Toujours selon cette chronique, il est l'arrière grand-père de Sarolta, l'épouse du Grand-Prince Géza de Hongrie, père du roi Étienne Ier de Hongrie.
L'historien hongrois du XXe siècle György Györffy estime, selon une étude de toponymes, que le territoire sous le commandement de Töhötöm aurait été au sud de Budapest.